# Deutsche Goldschmiedezeitung
Die Deutsche Goldschmiedezeitung war laut ihrem Untertitel die Fachzeitung für Juweliere, Gold- und Silberschmiede und mit wechselnden Zusätzen offizielles Organ des Zentralverbandes für das Juwelier-, Gold- und Silberschmiede-Handwerk, das Mitteilungsblatt der Verbände und Innungen sowie des Einzelhandelsverbandes sowie das Mitteilungsblatt des Bundesverbandes des Schmuckwarengroßhandels.
Die mit Unterbrechungen unregelmäßig erschienene Fachzeitschrift, deren Vorgängerin die Handels-Zeitung und Kunstgewerbeblatt für die Gold- und Silberwaren-Industrie war, wurde von 1900 bis 1943 in Leipzig im Verlag Diebener herausgegeben, nach dem Zweiten Weltkrieg bis 1965 in Stuttgart-Degerloch im Verlag Rühle-Diebener.
Dem Blatt waren zeitweilig verschiedene, später darin aufgegangene Beilagen zugefügt, wie Der Junggoldschmied und Die Goldschmiedekunst, die Deutsche Goldschmiedezeitung als Kleine Ausgabe oder Große Ausgabe sowie die Zeitschrift für Goldschmiede, Juweliere und Graveure.
Die Deutsche Goldschmiedezeitung ging in der Goldschmiede-Zeitung auf.
Ein konkurrierendes Periodikum war z. B. die Deutsche Uhrmacher-Zeitschrift als Fachzeitung für den Uhren-, Schmuck- und Bijouteriewaren-Markt.